# Rationale Abbildung
Sind {\displaystyle X} und {\displaystyle Y} zwei irreduzible algebraischen Varietäten oder Schemata, so ist eine rationale Abbildung eine Funktion von einer offenen Teilmenge von {\displaystyle X} nach {\displaystyle Y}. Ähnlich wie Abbildungen von Varietäten Homomorphismen der Koordinatenringe entsprechen, entsprechen rationale Abbildungen Körperhomomorphismen der Funktionenkörper der Varietäten.
Rationale Abbildungen werden benötigt zur Definition der birationalen Äquivalenz, ein wichtiger Begriff zur Klassifikation von Varietäten.

## Definitionen

### Reguläre Funktionen algebraischer Varietäten
Im Folgenden sei {\displaystyle V} eine irreduzible affine Varietät mit Koordinatenring {\displaystyle K[V]}. Der Koordinatenring ist ein Integritätsbereich, {\displaystyle K(V)} bezeichne seinen Quotientenkörper. Die Elemente aus {\displaystyle K(V)} werden als rationale Funktionen auf {\displaystyle V} bezeichnet.
Ist {\displaystyle f\in K(V)} und {\displaystyle x\in V}, so wird {\displaystyle f} regulär in {\displaystyle x} genannt, wenn {\displaystyle g,h\in K[V]} existieren mit:
{\displaystyle h(x)\neq 0}
{\displaystyle f={\frac {g}{h}}}
Ist {\displaystyle f\in K(V)}, so wird die Menge der Elemente, in denen {\displaystyle f} regulär ist, als Definitionsbereich von {\displaystyle f}, als {\displaystyle \mathrm {dom} (f)}, bezeichnet.

### Rationale Abbildungen von Varietäten
{\displaystyle \mathbb {A} _{k}^{n}} bezeichne den n-dimensionalen affinen Raum über einem Körper k.
Seien {\displaystyle V\subset \mathbb {A} _{k}^{l}} und {\displaystyle W\subset \mathbb {A} _{k}^{n}} Varietäten über einem Körper {\displaystyle k}. Eine rationale Abbildung von {\displaystyle V} nach {\displaystyle W} ist ein Tupel
{\displaystyle f=(f_{1},\dots ,f_{n})}
mit {\displaystyle f_{i}\in K(V)} und {\displaystyle (f_{1}(x),\dots ,f_{n}(x))\in W} für alle {\displaystyle x\in \bigcap _{i=1}^{n}\mathrm {dom} (f_{i})\subset V}
Die Abbildung heißt in {\displaystyle x\in V} regulär, falls alle {\displaystyle f_{i}} in {\displaystyle x} regulär sind. Der Definitionsbereich von {\displaystyle f} ist
{\displaystyle \mathrm {dom} (f)=\bigcap _{i=1}^{n}\mathrm {dom} (f_{i})}
Eine rationale Abbildung von {\displaystyle V} nach {\displaystyle W} ist also nicht auf ganz {\displaystyle V} definiert, sondern nur auf einer offenen Teilmenge {\displaystyle U\subset V}.
Daher werden sie auch mit einem gestrichelten Pfeil notiert:
{\displaystyle f:V{\text{⇢}}W}

### Dominante rationale Abbildungen
Rationale Abbildungen können nicht immer miteinander verkettet werden, wie das folgende Beispiel zeigt:
{\displaystyle f\colon \mathbb {A} _{k}^{1}{\text{⇢}}\mathbb {A} _{k}^{2}}
{\displaystyle f\colon x\mapsto (x,0)}
{\displaystyle g\colon \mathbb {A} _{k}^{2}{\text{⇢}}\mathbb {A} _{k}^{1}}
{\displaystyle g\colon (x,y)\mapsto ({\frac {x}{y}})} also {\displaystyle \mathrm {dom} (g)=\{(x,y)\in \mathbb {A} _{k}^{2}|y\neq 0\}}
denn
{\displaystyle f(\mathbb {A} _{k}^{1})\cap \mathrm {dom} (g)=\emptyset }
Eine Verkettung ist hingegen immer bei dominanten rationalen Abbildungen möglich:
Eine rationale Abbildung 
{\displaystyle f\colon V{\text{⇢}}W}
heißt dominant, wenn {\displaystyle f(\mathrm {dom} (f))} eine in {\displaystyle W} dichte Menge ist.

### Birationale Abbildungen
Eine birationale Abbildung
{\displaystyle \phi \colon X{\text{⇢}}Y}
ist eine rationale Abbildung, zu der es eine rationale Abbildung
{\displaystyle \psi \colon Y{\text{⇢}}X}
gibt mit
{\displaystyle \psi \circ \phi =id_{X}}
und
{\displaystyle \phi \circ \psi =id_{Y}}
Die Varietäten werden dann als birational äquivalent genannt.

## Zusammenhang mit Körperhomomorphismen
Sei
{\displaystyle f\colon V{\text{⇢}}W}
{\displaystyle f=(f_{1},\ldots ,f_{n})}
eine rationale Abbildung. 
{\displaystyle W\subset \mathbb {A} _{k}^{l}} sei durch das Ideal {\displaystyle I} definiert.
Wegen
{\displaystyle f(x)\in W}
gilt für alle {\displaystyle h\in I}
{\displaystyle h(f_{1}(x),\ldots ,f_{n}(x))=0}
Ist also 
{\displaystyle h\in k[x_{1},\ldots ,x_{n}]} also {\displaystyle {\bar {h}}\in K[W]=k[x_{1},\dots ,x_{n}]/I}
so ist
{\displaystyle f^{*}({\bar {h}}):=h(f_{1},\ldots ,f_{n})}
wohldefiniert.
Eine rationale Abbildung {\displaystyle f} induziert daher eine Abbildung
{\displaystyle f^{*}\colon k[W]\to K(V)}
Ist
{\displaystyle f^{*}(g)=0}
so ist das äquivalent zu
{\displaystyle f(\mathrm {dom} (f))\subset V(g)}
Ist {\displaystyle f} dominant, so muss in diesem Fall {\displaystyle g=0} sein, da keine Funktion auf einer dichten Menge verschwinden kann. Es gilt daher:
{\displaystyle f^{*}\colon K[W]\to K[V]} ist injektiv {\displaystyle \Leftrightarrow f} ist dominant.
In diesem Fall induziert {\displaystyle f} einen {\displaystyle k}-linearen Körperhomomorphismus
{\displaystyle f^{*}\colon k(W)\to k(V)}
Umgekehrt lässt sich zu jedem {\displaystyle k}-linearen Körperhomomorphismus
{\displaystyle \phi \colon k(W)\to k(V)}
eine (dadurch eindeutig bestimmte) dominante rationale Abbildung
{\displaystyle f\colon V{\text{⇢}}W}
finden mit
{\displaystyle \phi =f^{*}}
Es lässt sich sogar zeigen, dass die Sternabbildung {\displaystyle ^{*}} ein kontravarianter Funktor ist, der eine Äquivalenz zwischen bestimmten Kategorien herstellt.

## Verallgemeinerungen
Obige Definition lässt sich auf quasiaffine, quasiprojektive und  projektive Varietäten durch Äquivalenzklassen verallgemeinern. Seien nun {\displaystyle X} und {\displaystyle Y} affine, quasiaffine, quasiprojektive oder projektive Varietäten.
Sind {\displaystyle U,V\subset X} offene Mengen und {\displaystyle \phi _{U}} und {\displaystyle \phi _{V}} Morphismen von {\displaystyle U} beziehungsweise {\displaystyle V} nach {\displaystyle W}.
Die Äquivalenzrelation wird folgendermaßen definiert:
{\displaystyle (U,\phi _{U})} ist äquivalent zu {\displaystyle (V,\phi _{V})}, wenn {\displaystyle \phi _{U}} und {\displaystyle \phi _{V}} auf {\displaystyle U\cap V} übereinstimmen.
Eine rationale Abbildung
{\displaystyle \phi \colon V{\text{⇢}}W}
ist nun eine Äquivalenzklasse bezüglich dieser Äquivalenzrelation.
Eine rationale Abbildung wird dominant genannt, wenn ein (und damit jeder) Repräsentant {\displaystyle (U,\phi _{U})} ein dichtes Bild hat.

## Beispiele

### Neilsche Parabel
Sei {\displaystyle V\subset \mathbb {A} _{k}^{2}} die Neilsche Parabel, die durch das Polynom
{\displaystyle y^{2}=x^{3}}
definiert ist.
Der Morphismus
{\displaystyle \phi \colon A_{k}^{1}\to V}
{\displaystyle x\mapsto (x^{2},x^{3})}
ist bijektiv, aber kein Isomorphismus, da die Umkehrabbildung kein Morphismus ist. Auf {\displaystyle V} lässt sich durch
{\displaystyle \psi \colon (x,y)\mapsto ({\frac {y}{x}})}
eine rationale Abbildung definieren mit
{\displaystyle \mathrm {dom} (\psi )=V\setminus (0,0)}
für die gilt:
{\displaystyle \psi \circ \phi =id_{A_{k}^{1}}} und {\displaystyle \phi \circ \psi =id_{V}}.
Die beiden Varietäten sind daher birational äquivalent.

### Projektion im projektiven Raum
Die Projektion
{\displaystyle p\colon \mathbb {P} _{k}^{n}{\text{⇢}}\mathbb {P} _{k}^{n-1}}
{\displaystyle p\colon (a_{0}:\ldots :a_{n})\mapsto (a_{1}:\ldots :a_{n})}
ist eine rationale Abbildung. Sie ist für n > 1 nur im Punkt
{\displaystyle (1:0:\ldots :0)}
nicht regulär.
Ist n = 1, so scheint die Abbildung im Punkt
{\displaystyle (1:0)}
nicht regulär zu sein, denn nach Definition ist
{\displaystyle p\colon (a_{0}:a_{1})\mapsto (a_{1}),}
und
{\displaystyle (0)\notin P_{k}^{0}}
Aber die Abbildung lässt sich in diesem Punkt fortsetzen, die Abbildung kann nämlich auch geschrieben werden als
{\displaystyle p\colon (a_{0}:a_{1})\mapsto (1),}
Allgemein ist jede rationale Abbildung von einer glatten Kurve in einen projektiven Raum ein Morphismus.